# Глава 1: Мандалорец
«Глава́ 1: Мандало́рец» (англ. Chapter 1: The Mandalorian) — первый эпизод первого сезона американского телесериала «Мандалорец», действие которого разворачивается в медиафраншизе «Звёздные войны». Эпизод был снят Дэйвом Филони по сценарию шоураннера сериала Джона Фавро и выпущен на стриминговом сервисе Disney+ 12 ноября 2019 года. Педро Паскаль исполняет роль Мандалорца, одинокого охотника за головами, получившего заказ от таинственного Клиента. Эпизод получил две прайм-таймовые премии «Эмми».

## Сюжет
Спустя пять лет после падения Империи, мандалорец-охотник за головами ловит беглеца после потасовки в баре на ледяной планете Пагодон и возвращается на планету Неварро на своём корабле под названием «Лезвие бритвы». Там он встречается с Грифом Каргой, лидером гильдии охотников за головами, который предлагает лишь низкооплачиваемые цели, гонорар за которые не покрывает расходы на дорогу. В поисках наживы Мандалорец принимает таинственный заказ от Клиента, который не желает разглашать детали задания.
Клиент, использующий имперских штурмовиков в качестве телохранителей, поручает Мандалорцу доставить цель живой. Вся доступная о ней информация — это возраст (50 лет) и последние координаты. В качестве награды Клиент предлагает контейнер бескара, редкого металла, используемого мандалорцами для изготовления оружия. Получив слиток бескара в качестве аванса, Мандалорец встречается с Оружейником, которая изготавливает из металла наплечник.
Мандалорец отправляется на пустынную планету Арвала-7, где встречает местного жителя по имени Куиил, желающего избавиться от преступников и наёмников, которые постоянно прибывают на планету. Куиил учит Мандалорца ездить на бларрге, так как на местности нельзя проехать на спидер-байках, и даёт наводку на место, где цель видели в последний раз. Добравшись до пункта назначения, Мандалорец объединяется с дроидом IG-11. Они расчищают местность от стражей расы Никто и узнают, что целью является зелёное существо с большими ушами, внешне напоминающее ребёнка. IG-11 собирается убить его, но Мандалорец стреляет в дроида, защищая ребёнка.

## Производство

### Концепция
Disney объявил о том, что 12 ноября 2019 года сервис Disney+ выпустит игровой телесериал по мотивам «Звёздных войн». Производственный бюджет сериала составляет $ 100 млн, каждый эпизод стоит в среднем $ 15 млн. Эпизод «Глава 1: Мандалорец» снят режиссёром Дэйвом Филони и является его игровым режиссёрским дебютом. Он известен как один из авторов мультсериалов «Звёздные войны: Войны клонов» и «Звёздные войны: Повстанцы». Сценарий был написан шоураннером и исполнительным продюсером сериала Джона Фавро.

### Подбор актёров
В ноябре 2018 года было объявлено, что Педро Паскаль получил роль Мандалорца, протагониста сериала. После встречи с Фавро Паскаль думал, что он будет играть Бобу Фетта. В том же месяце Ник Нолти получил роль Куиила. 12 декабря 2018 года было заявлено, что Карл Уэзерс, Вернер Херцог и Омид Абтахи получили роли Грифа Карги, Клиента и доктора Першинга соответственно. 21 марта 2019 года Тайка Вайтити присоединился к актёрскому составу в качестве актёра озвучки дроида IG-88, который, однако, позднее стал новым персонажем по имени IG-11.
Также в эпизоде снялись Джон Бизли в роли владельца бара, Хоратио Санз в роли жертвы-митрола, Тейт Флетчер, Райан Уотсон и Дмитрий Быстревский в ролях траулеров, Кристофер Бартлетт в роли лодочника и Эмили Суоллоу в роли Оружейника. Брендан Уэйн и Латиф Кроудер указаны в титрах как дублёры Мандалорца. Уэйн работал в непосредственной близости с Паскалем для роли. Мисти Роузаз и Рио Хэкфорд указаны как физические исполнители ролей Куиила и IG-11 соответственно. Персонаж «Дитя» приводился в движение различными постановщиками.

### Съёмки
Съёмочный период начался в первую неделю октября 2018 года в Южной Калифорнии.

### Музыка
Людвиг Йоранссон написал музыкальное сопровождение для эпизода. Альбом с саундтреком был выпущен 12 ноября 2019 года
| №                   | Название                | Длительность |
| ------------------- | ----------------------- | ------------ |
| 1.                  | «Hey Mando!»            | 2:13         |
| 2.                  | «Face to Face»          | 5:13         |
| 3.                  | «Back for Beskar»       | 2:25         |
| 4.                  | «HammerTime»            | 2:17         |
| 5.                  | «Blurg Attack»          | 1:25         |
| 6.                  | «You Are a Mandalorian» | 3:55         |
| 7.                  | «Bounty Droid»          | 3:02         |
| 8.                  | «The Asset»             | 1:35         |
| 9.                  | «The Mandalorian»       | 3:18         |
| Общая длительность: | Общая длительность:     | 25:23        |

## Реакция
Эпизод «Глава 1: Мандалорец» получил в основном положительные отзывы от критиков. На сайте-агрегаторе рецензий Rotten Tomatoes он имеет рейтинг 90 % на основе 80 отзывов со средним баллом 7.70 / 10. Консенсус сайта гласит: «Хотя характер персонажа оставляет много вопросов, „Глава 1“ — это визуальное пиршество с ощущением приключения и надеждой, что Сила будет мощно течь в „Мандалорце“».

### Награды
Эпизод получил прайм-таймовую премию «Эмми» в двух категориях: «Лучшая работа художника-постановщика в сюжетной программе (полчаса или меньше)» и «Лучший монтаж звука в комедийном или драматическом сериале (полчаса) и анимации».

## Комментарии
1. ↑  Как показано в фильме «Звёздные войны. Эпизод VI: Возвращение джедая» (1983)